# Exoprosopa circeoides
Exoprosopa circeoides är en tvåvingeart som beskrevs av Paramonov 1928. Exoprosopa circeoides ingår i släktet Exoprosopa och familjen svävflugor.
Artens utbredningsområde är Egypten. Inga underarter finns listade i Catalogue of Life.